# Sumaya Farhat Naser

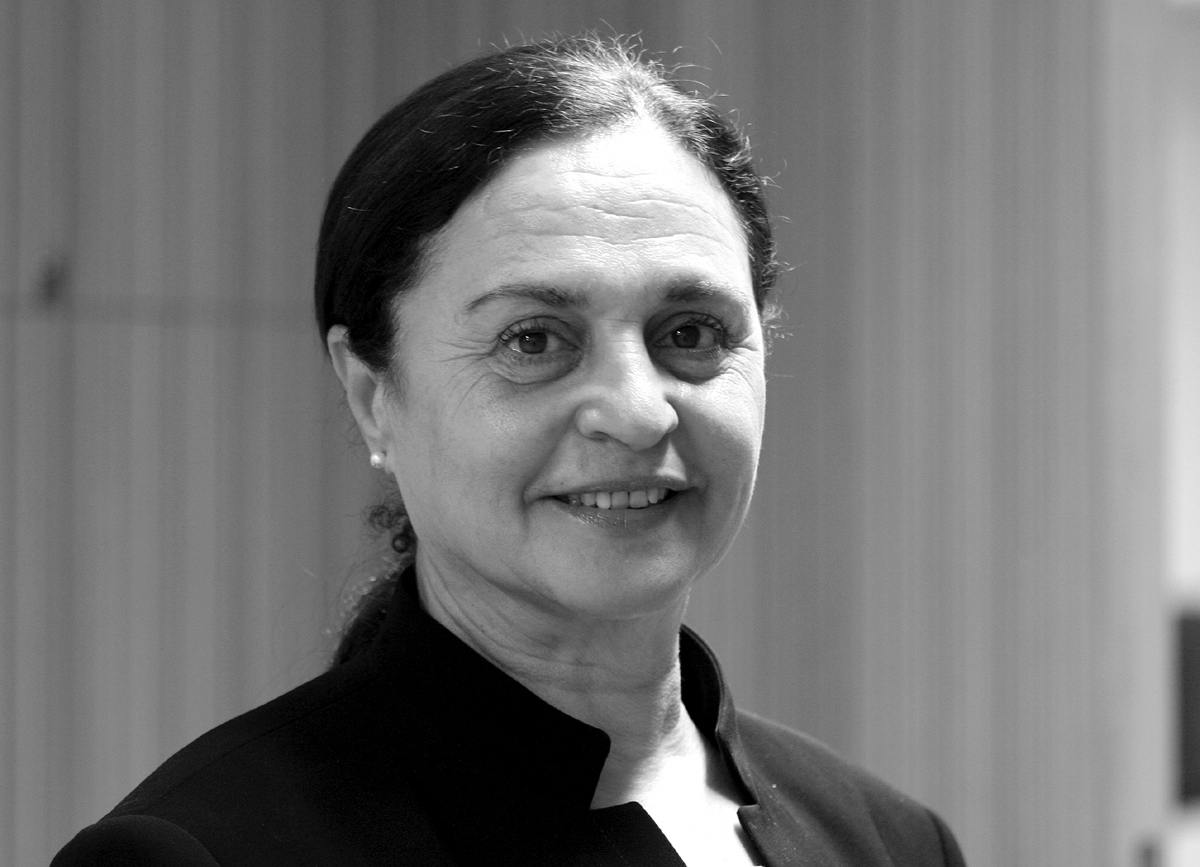
Sumaya Farhat Naser, 2008

Sumaya Farhat Naser (tiếng Ả Rập: سمية فرحات ناصر, sinh ngày 11.6.1948) là nhà hoạt động cho hòa bình người Kitô giáo Palestine ở Bờ Tây.

## Tiểu sử và Hoạt động
Sumaya Farhat Naser sinh tại Bir Zeit ngày 11.6.1948. Bà theo học trường Talitha Kumi, một trường nội trú ở Beit Jala do các bà phó tế giáo hội Tin Lành Luther lập ra trong thế kỷ 19. Sau đó bà theo học các môn Sinh học, Địa lý và Giáo dục ở Đại học Hamburg, Đức, đậu bằng tiến sĩ môn Thực vật học ứng dụng.
Từ năm 1982 tới năm 1997 bà làm giảng viên môn Thực vật học và Sinh thái học ở Đại học Birzeit của Palestine ở phía bắc thành phố Ramallah. Từ năm 1997 tới năm 2001 bà làm giám đốc Jerusalem Center for Women (Trung tâm Phụ nữ Jerusalem) của Palestine, hoạt động cho hòa bình chung với nhóm Bat Shalom của Israel.
Sumaya Farhat Naser nổi tiếng về những phát biểu ý kiến rõ ràng trên các phương tiện truyền thông, và đặc biệt về các dự án khác nhau của bà, trong đó bà thúc đẩy các phụ nữ Palestine làm việc trên cơ sở một giải pháp hòa bình cho cuộc xung đột Israel-Palestine.

## Xuất bản phẩm
- Thymian und Steine (tự truyện), Lenos Verlag, Basel 1995, ISBN 3-85787-657-3
- Daughter of the Olive Trees, Lenos Verlag, Basel 2002, ISBN 3-85787-326-4
- Disteln im Weinberg. Tagebuch aus Palästina, Lenos, Basel 2007, ISBN 978-3-85787-716-2

## Giải thưởng và Vinh dự
- 1989: Tiến sĩ danh dự của Phân khoa Thần học Đại học Münster, Đức
- 1995: Giải Bruno Kreisky
- 1997: Mount Zion Award (Giải Núi Zion) cho việc Hòa giải
- 1997: Evangelical Book Award (Giải thưởng Sách Tin Lành)
- 2000: Giải thưởng Hòa bình của thành phố Augsburg
- 2002: Huy chương Hermann Kesten
- 2002: Giải Đoàn kết của thành phố Bremen (Đức)
- 2003: Profax-Preis (Giải Profax của Trường Cao đẳng Sư phạm Zürich) Thụy Sĩ
- 2011: AMOS-Prize (Giải AMOS của Giáo hội mở rộng của thành phố Württemberg.) cho Lòng dũng cảm dân sự[2]